# Obras diversas para piano de Beethoven

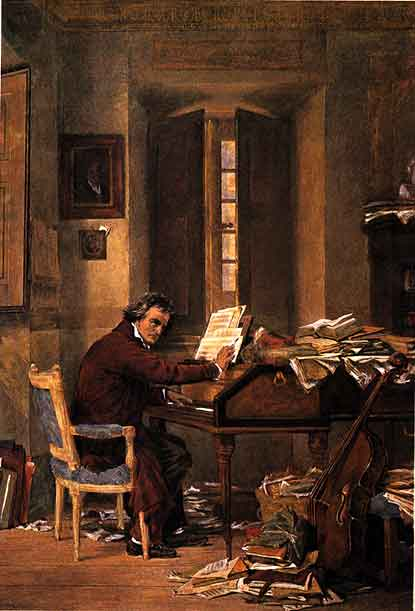
Beethoven en su estudio

Ludwig van Beethoven comenzó a aprender a tocar el piano alrededor de los cinco años y, aunque más tarde se dedicó también al órgano, el violín y la viola, el piano siguió siendo su instrumento principal durante toda su vida. En su juventud era más conocido como pianista virtuoso que como compositor. Por tanto, no sorprende que escribiera muchas obras para este instrumento, en particular la mayoría de sus primeras composiciones que deben considerarse instrumentos de su desarrollo personal y que, sin embargo, son piezas hermosas.
Después de la maravillosa Sonata opus 111 (1821-22), y salvo las Variaciones Diabelli, Beethoven sólo compuso pequeñas piezas para piano. Algunas son indicativas de la creciente tendencia del compositor en sus últimos años a componer obras breves y brillantemente concisas. Los cánones, por ejemplo, conocidos por su extrema brevedad, fueron compuestos en su mayoría después de 1813, y casi la mitad aparecieron en la década de 1820.
Detallamos a continuación diferentes grupos de obras que son objeto de una descripción detallada:

## Sonatinas
Las seis sonatinas que figuran en el catálogo de obras para piano solo de Beethoven son partituras de su primera juventud.

### Tres sonatas para pianoWoO 47
Fecha de composición: 1782-1783. Duración: aproximadamente 10, 15 y 14 minutos. Publicadas en 1830, Bossler. Partitura gratuita .
Artículo detallado: Tres sonatas para piano, WoO 47 (Beethoven)

### Sonatina en fa mayorWoO 50
La fecha de composición se sitúa hacia 1790. Duración: dos minutos aproximadamente. Publicación: póstuma.
Dos movimientos de sonata, el primero en compás de 4/4 sin indicación de tempo y el segundo allegretto en 3/4. El autógrafo contiene esta anotación manuscrita de Franz Wegeler, amigo de Beethoven: “escrito y firmado para mí por Beethoven." 

### Sonatina en do mayorWoO 51
Fecha de composición sobre 1790. Duración: dos minutos aproximadamente. Publicación: 1830 por Dunst, póstuma. Partitura gratuita .
Dos movimientos de sonata inacabados, un allegro y un adagio (la obra fue completada por su alumno Ferdinand Ries). Esta “sonata fácil”, dedicada por el joven Beethoven a Eleonore von Breuning, destaca ya por las libertades armónicas tomadas en el desarrollo del movimiento inicial.

### Sonata en re mayor para clavecín o piano a cuatro manos op.6
Fecha de composición: 1796-1797. Duración: aproximadamente seis minutos. Publicado: 1797, Artaria. Partitura gratuita .

## Piezas diversas

### Preludio en fa menorWoO 55
Fecha de composición: hacia 1787. Duración: tres minutos aproximadamente. Publicado: 1803. Partitura gratuita .
La obra fue compuesta primero para piano y luego transcrita para órgano alrededor de 1803.

### Allegretto en do menorWoO 53
Fecha de composición: hacia 1796-97. Duración: tres minutos aproximadamente. Publicación: póstuma. Partitura gratuita .

### Andante favorito en fa mayorWoO 57
Fecha de composición: 1803-04. Duración: nueve minutos aproximadamente. Publicación: 1805, Oficina de Artes e Industria. Partitura gratuita .

### Fantasía para piano en sol menor op.77
Fecha de composición: 1809. Duración: nueve minutos aproximadamente. Publicación: noviembre de 1810, Breitkopf & Härtel. Partitura gratuita .

## Cánones y miniaturas
Beethoven compuso, sobre todo al final de su vida, decenas de piezas muy breves, la mayoría cánones. Algunas están completadas, otras sólo están anotadas en sus cuadernos de bocetos.

### Canon en sol mayor Hess 274 (apócrifo)
En realidad este canon de dos partes fue compuesto por Johann Mattheson (1681-1764). Beethoven debió copiarlo con fines de estudio o porque le gustaba. Cuando se descubrió el autógrafo de Beethoven, se pensó erróneamente que el canon había sido compuesto por él y se publicó en el Suplemento del Catálogo de Hess, vol.9, entre sus obras.

### Canon en La bemol mayor Hess 275/328
Fecha de composición: 1803. Duración: menos de un minuto.
Este canon se encuentra en el llamado cuaderno de bocetos de la Heroica (Landsberg 6 ), conservado actualmente en Cracovia. Willy Hess lo incluyó por error por segunda vez en su catálogo, con el número 328.